# Кубок Угорщини з футболу 1927—1928
Кубок Угорщини з футболу 1927–1928 — 11-й розіграш турніру, переможцем якого учетверте в своїй історії став клуб «Ференцварош». 

## Чвертьфінали
| Переможці     | Рахунок | Переможені    |
| ------------- | ------- | ------------- |
| «Ференцварош» | 9:3     | «Печ-Баранья» |
| «Хунгарія»    | 3:2     | «Шабарія»     |
| «Аттіла»      | 2:1     | «Керюлеті»    |
| «Уйпешт»      | 5:2     | «Вашаш»       |

## Півфінали
| Переможці     | Рахунок | Переможені |
| ------------- | ------- | ---------- |
| «Ференцварош» | 2:1     | «Уйпешт»   |
| «Аттіла»      | 2:1     | «Хунгарія» |

## Фінал
| 24 червня 1928 |

| «Ференцварош»                            | 5 — 1 | «Аттіла»                        |
| ---------------------------------------- | ----- | ------------------------------- |
| Кохут 22' 60' 66' Седлачік 80' Турай 89' |       | Ріфф 51' Пруха 61' Повольни 61' |

| Юлльої уті, Будапешт Глядачів: 8000 Арбітр: Ласло Сел |

| «Ференцварош» |                 |
|               |                 |
| ВР            | Режьо Хубер     |
| ЗХ            | Геза Такач      |
| ЗХ            | Янош Хунглер    |
| ПЗ            | Карой Фурманн   |
| ПЗ            | Мартон Букові   |
| ПЗ            | Елемер Беркеші  |
| НП            | Імре Коста      |
| НП            | Йожеф Такач     |
| НП            | Йожеф Турай     |
| НП            | Ференц Седлачік |
| НП            | Вільмош Кохут   |
| Тренер:       |                 |
| Іштван Тот    |                 |

| «Аттіла»   |                 |
|            |                 |
| ВР         | Ерньо Немет     |
| ЗХ         | Кальман Кутік   |
| ЗХ         | Тівадар Данко   |
| ПЗ         | Йожеф Масльонка |
| ПЗ         | Анталь Пруха    |
| ПЗ         | Іштван Яновіч   |
| НП         | Міхай Фріс      |
| НП         | Еміль Ріфф      |
| НП         | Анталь Шіклоші  |
| НП         | Отто Повольни   |
| НП         | Шандор Кляйн    |
| Тренер:    |                 |
| Йожеф Надь |                 |